# Anoushiravan Rohani

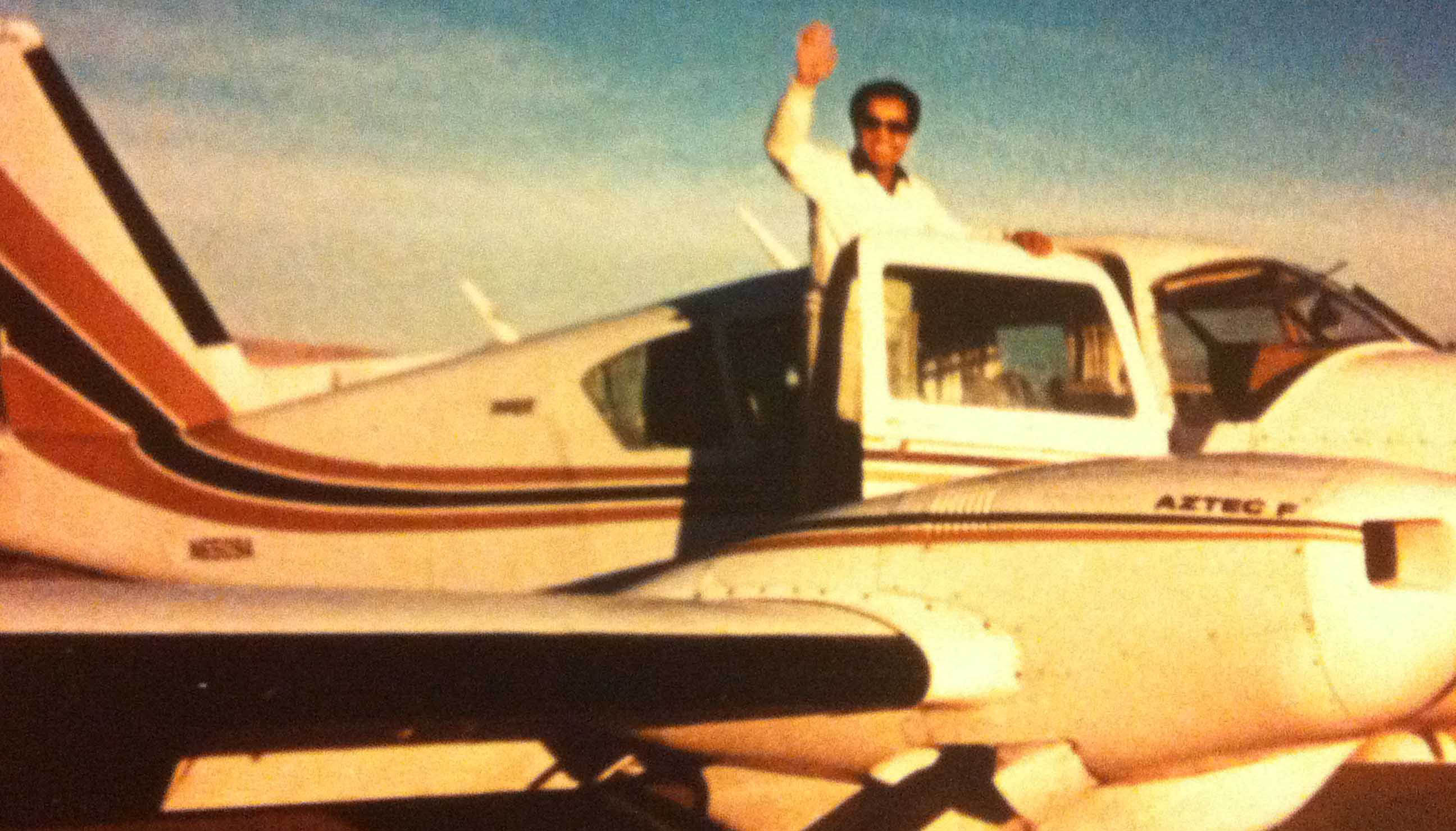
Anoushiravan Rohani

Anoushiravan Rohani, auch Anoushirvan Rohani (persisch انوشیروان روحانی‎; * 1939 in Rascht) ist ein iranischer Komponist und Pianist.
Anoushiravan Rohani erhielt Musikunterricht von seinem Vater Reza Rohani, selbst ein Dichter und Violinist. Später studierte er Klavier bei Javad Maroufi am Persian National Music Conservatory in Teheran.
Seine Passion für das Keyboard und das Klavier war so groß, dass er 1963 als erster eine elektronische Orgel in den Iran importierte. Neben der Orgel spielte er auch Akkordeon.
Nach der iranischen Revolution von 1979 setzte er das Komponieren im Westen fort, insbesondere in Los Angeles und in Deutschland. Er nahm verschiedene Aufnahmen für MZM Records auf.
Er arbeitete auch zusammen mit einer großen Anzahl Orchestern aus der ganzen Welt, unter anderem mit dem Tschechischen Symphonieorchester, das die Orchesterwerke für sein Album Love Melodies aufnahm.
Rohani hat für eine Vielzahl von iranischen Sängern komponiert und ist mit ihnen aufgetreten. Darunter: Vigen, Marzieh, Pouran, Hayedeh, Mahasti und Ahdieh.
Sein bekanntestes Stück ist Tavalodet Mobarak (persisch تولدت مبارک; Text von Nozar Parang), das als iranisches Geburtstagslied bei entsprechenden Gelegenheiten gespielt bzw. gesungen wird.